# Villereau (Nord)
Pour les articles homonymes, voir Villereau.
Villereau est une commune française située dans le département du Nord, en région Hauts-de-France.

## Géographie

### Situation
Villereau est une commune située à 3 km du Quesnoy, chef-lieu de canton, 19 km de Valenciennes ou encore 25 km de Maubeuge.
Elle est située dans le parc naturel régional de l'Avesnois. La forme communale est orientée sud-est/nord-ouest. Deux bourgs bien distincts y sont présents. Le bourg de Villereau proprement dit au Nord, limitrophe du Quesnoy pour le premier et le hameau de Herbignies au sud, limitrophe lui de la forêt de Mormal.

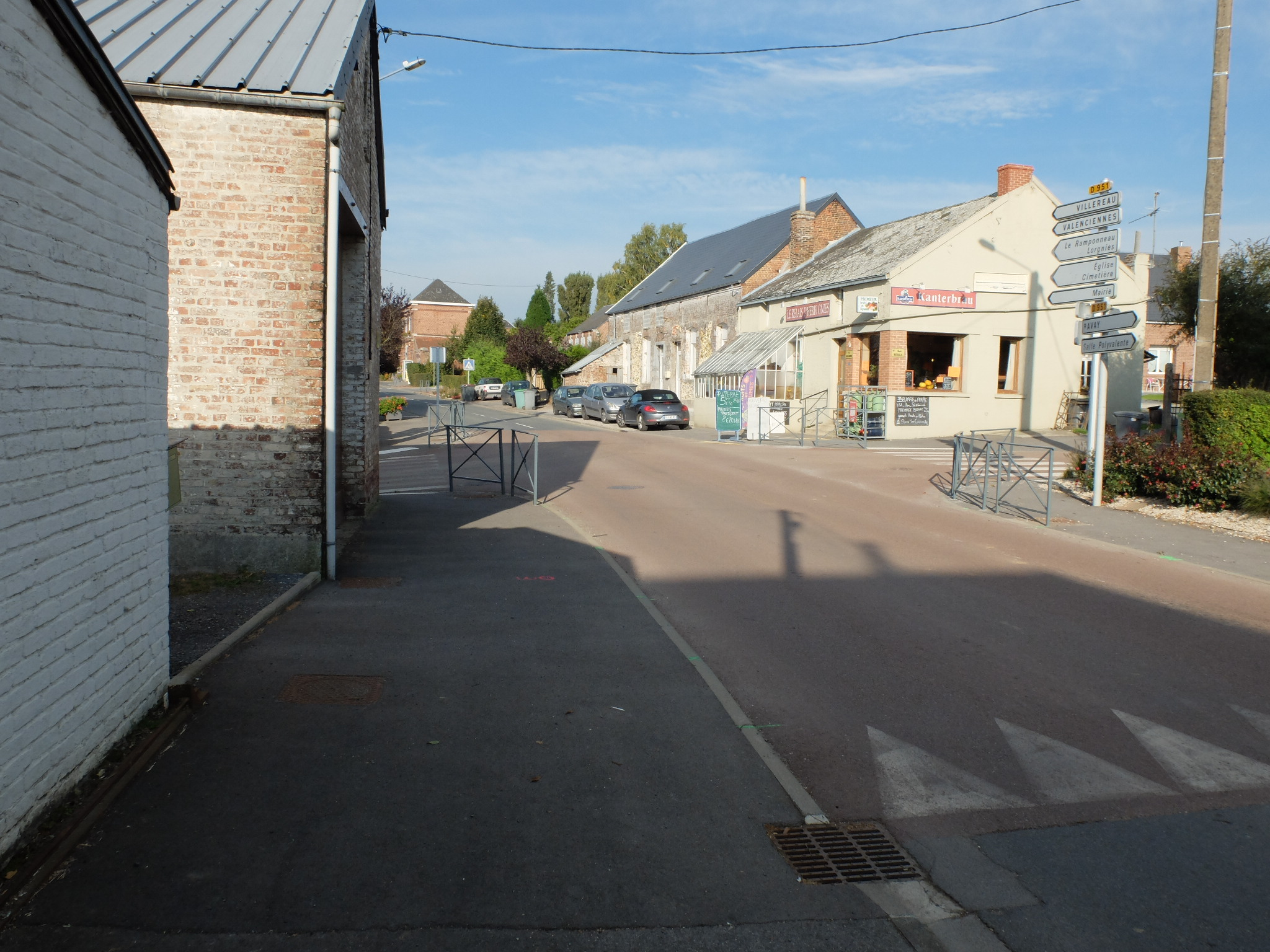
La rue Berlandois à Herbignies.

La chaussée Brunehaut, voie déjà existante du temps des Romains, reliant Vermand dans l'Aisne à Bavay, constitue la limite sud-est du territoire communal.

### Communes limitrophes
|            | Frasnoy   | Gommegnies |
| Le Quesnoy | Villereau |            |
| Potelle    | Jolimetz  | Locquignol |

### Hydrographie

#### Réseau hydrographique
La commune est située dans le bassin Artois-Picardie. Elle est drainée par la Rhonelle, la Petite Rhonelle et le rieu,,.
La Rhonelle, d'une longueur de 32 km, prend sa source dans la commune de Locquignol et se jette  dans le Vieil Escaut à Valenciennes, après avoir traversé douze communes.

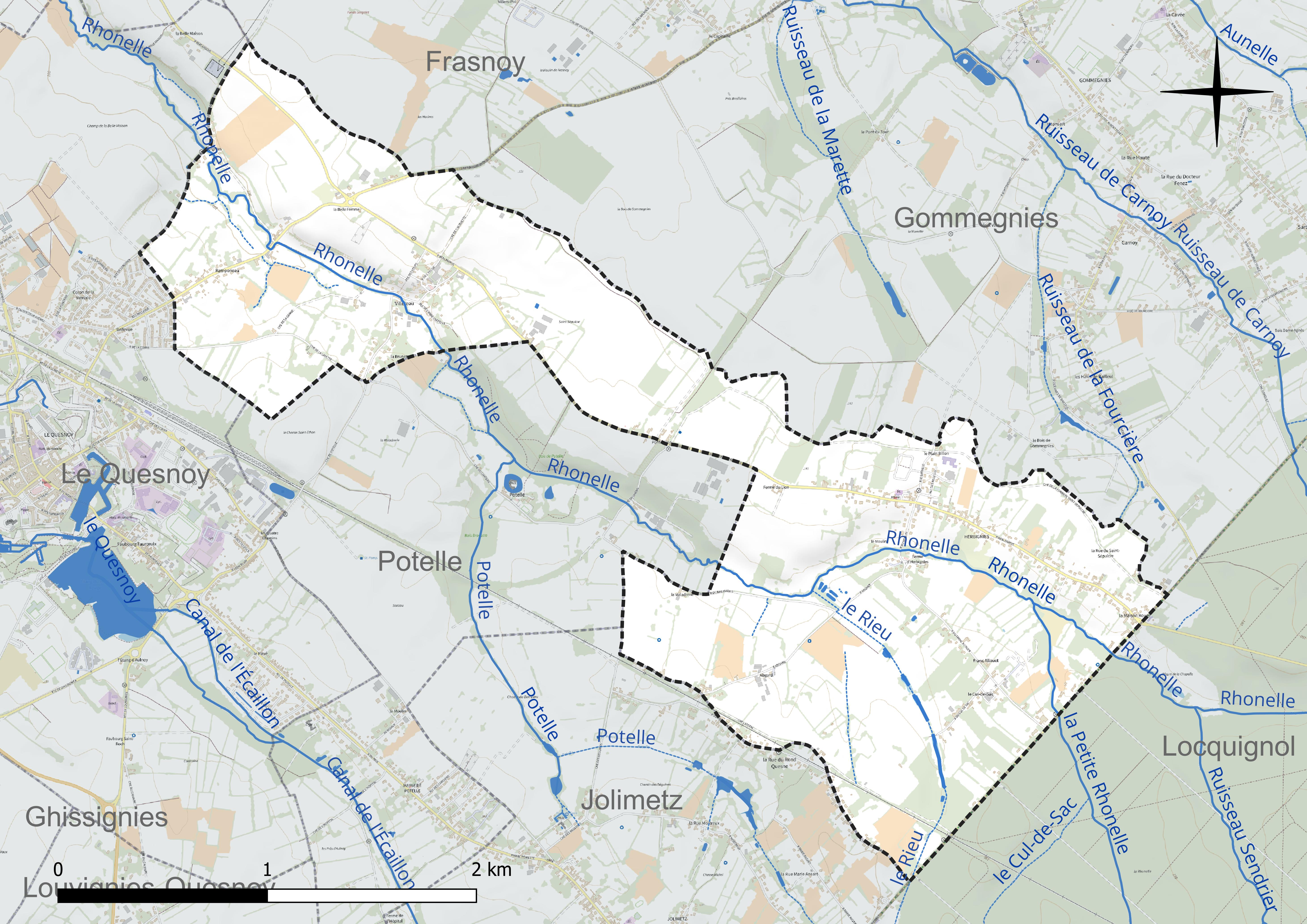
Réseau hydrographique de Villereau.

#### Gestion et qualité des eaux
Le territoire communal est couvert par le schéma d'aménagement et de gestion des eaux (SAGE) « Escaut ». Ce document de planification concerne un territoire de 2 005 km2 de superficie, délimité par le bassin versant de l'Escaut. Le périmètre a été arrêté le 9 juin 2006 et le SAGE proprement dit a été approuvé le 13 juillet 2021. La structure porteuse de l'élaboration et de la mise en œuvre est le syndicat mixte Escaut et Affluents (SyMEA).
La qualité des cours d'eau peut être consultée sur un site dédié géré par les agences de l'eau et l'Agence française pour la biodiversité.

### Climat
Pour des articles plus généraux, voir Climat des Hauts-de-France et Climat du Nord.
En 2010, le climat de la commune est de type climat océanique dégradé des plaines du Centre et du Nord, selon une étude du CNRS s'appuyant sur une série de données couvrant la période 1971-2000. En 2020, Météo-France publie une typologie des climats de la France métropolitaine dans laquelle la commune est exposée à un climat océanique altéré et est dans la région climatique  Nord-est du bassin Parisien, caractérisée par un ensoleillement médiocre, une pluviométrie moyenne régulièrement répartie au cours de l'année et un hiver froid (3 °C).
Pour la période 1971-2000, la température annuelle moyenne est de 9,8 °C, avec une amplitude thermique annuelle de 15 °C. Le cumul annuel moyen de précipitations est de 813 mm, avec 12,2 jours de précipitations en janvier et 10,1 jours en juillet. Pour la période 1991-2020, la température moyenne annuelle observée sur la station météorologique la plus proche, située sur la commune de Valenciennes à 18 km à vol d'oiseau, est de 11,0 °C et le cumul annuel moyen de précipitations est de 694,1 mm,. Pour l'avenir, les paramètres climatiques de la commune estimés pour 2050 selon différents scénarios d'émission de gaz à effet de serre sont consultables sur un site dédié publié par Météo-France en novembre 2022.

## Urbanisme

### Typologie
Au 1er janvier 2024, Villereau est catégorisée commune rurale à habitat dispersé, selon la nouvelle grille communale de densité à sept niveaux définie par l'Insee en 2022.
Elle appartient à l'unité urbaine de Gommegnies, une agglomération intra-départementale regroupant trois  communes, dont elle est une commune de la banlieue,,. Par ailleurs la commune fait partie de l'aire d'attraction de Valenciennes (partie française), dont elle est une commune de la couronne,. Cette aire, qui regroupe 102 communes, est catégorisée dans les aires de 200 000 à moins de 700 000 habitants,.

### Occupation des sols
L'occupation des sols de la commune, telle qu'elle ressort de la base de données européenne d'occupation biophysique des sols Corine Land Cover (CLC), est marquée par l'importance des territoires agricoles (96,8 % en 2018), une proportion identique à celle de 1990 (96,8 %). La répartition détaillée en 2018 est la suivante : 
prairies (60 %), terres arables (22 %), zones agricoles hétérogènes (14,8 %), zones urbanisées (3,2 %). L'évolution de l'occupation des sols de la commune et de ses infrastructures peut être observée sur les différentes représentations cartographiques du territoire : la carte de Cassini (XVIIIe siècle), la carte d'état-major (1820-1866) et les cartes ou photos aériennes de l'IGN pour la période actuelle (1950 à aujourd'hui).

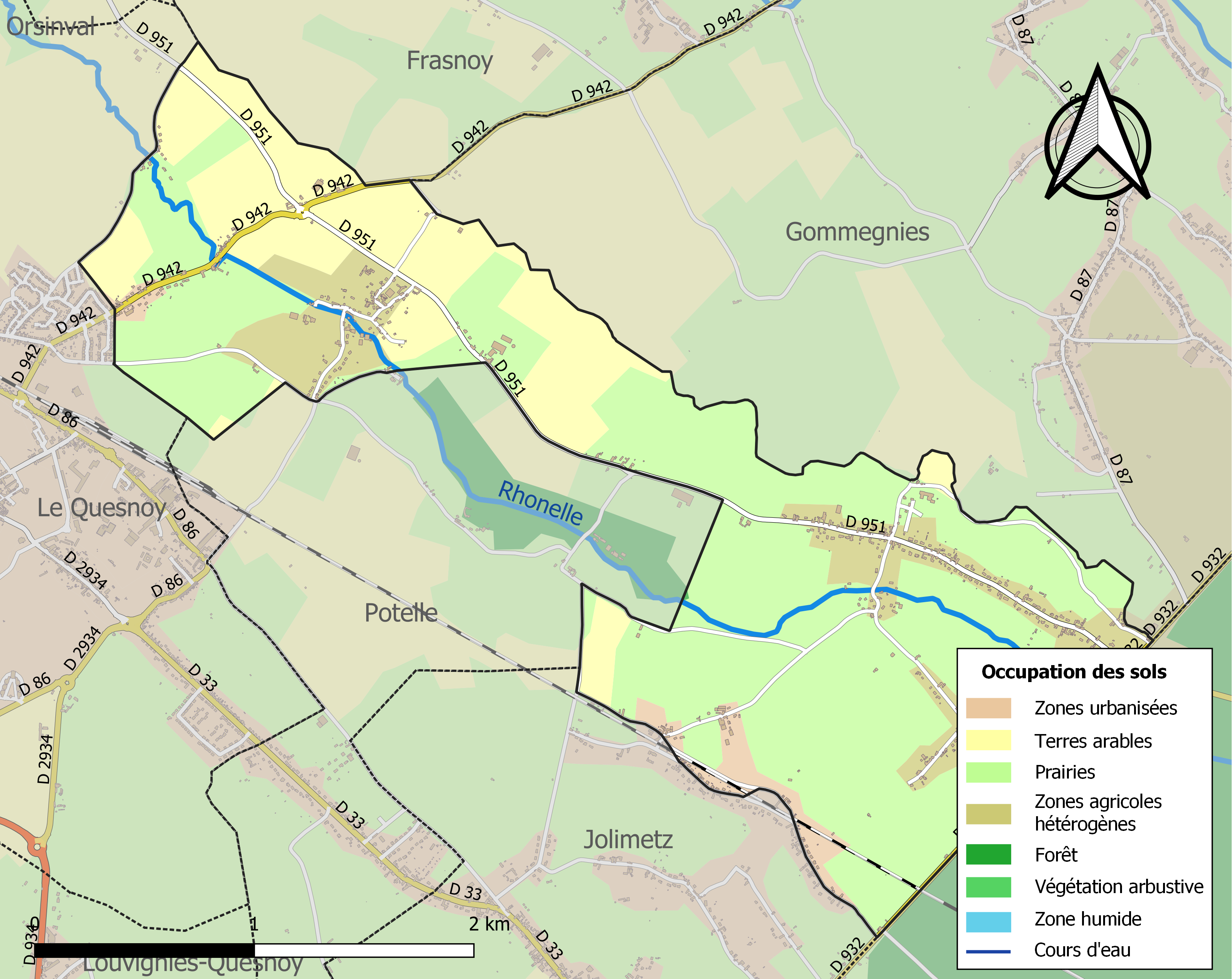
Carte des infrastructures et de l'occupation des sols de la commune en 2018 (CLC).

## Toponymie
Villerellum (1064), Uillerellvm (1109), Uillerel (1164), Uileriel (1189), Uillereel, Uilereel (1189), Uilerel (12e s.), Vileriel (1222, 1223).
Du latin villarellum, diminutif de villāre, « ferme ».

## Histoire
Villereau s'est initialement construit à flanc de coteau le long de la Rhonelle et a eu une certaine importance autrefois en raison d'un château qui s'y trouvait.
Durant l'époque mérovingienne et avec la dominance affirmée du christianisme, une église fut bâtie sur le monticule le plus proche du village. L'église comportait 3 cloches qui, d'après les inscriptions, ont été coulées en 1005 ; ceci nous apprend que le village avait déjà une certaine
importance puisqu'à cette époque le nombre de cloches dépendait de l'importance de la population.
Il semble que dès l'époque celtique, des Nerviens se soient établis sur le hameau de Herbignies à l'est de la commune en bordure de la forêt de Mormal. La construction de la voie romaine au bout du hameau de Herbignies a ensuite facilité les échanges entre tribus.
Le nom du hameau de Herbignies (Herbegnies à l'origine) viendrait du fait que l'herbe y pousse très bien naturellement.
Le vieux manoir nommé le Château d'Odrimont et tombant en ruines existe encore à Villereau.
En 1320, Jean de Beaumont (frère du conte de Hainaut) fit une expédition en Angleterre contre le roi Edouard (mari d'Isabelle de Valois). Le seigneur de Potelle suivit Jean de Beaumont et força le Châtelain d'Odrimont à l'accompagner. Celui ici se soumit à cette injonction mais avec l'espoir de se débarrasser de cette suzeraineté qui l'offusquait.
En 1433,, Gilles de Potelle forma le projet de tuer le Duc de Bourgogne à la chasse. Le Duc le fit arrêter. Gilles de Potelle fut jugé, décapité et écartelé sur la place du Marché de Mons. Ses membres furent attachés aux portes des 4 premières villes du Hainaut et ses biens confisqués.
Le Château d'Odrimont fut alors relevé de toute vassalité envers le Baron de Potelle.
Pendant les guerres de Louis XI, Villereau fut saccagé et ruiné en 1477.
L'Abbaye des Dames de Beaumont a déclaré posséder des biens dans le village en 1602.
En 1654, le village fut presque entièrement brûlé en raison de la guerre entre la France et l'Espagne.
Le 18 juin 1793, un poste français de la garnison du Quesnoy fut attaqué à Villereau par une patrouille autrichienne qui mit le village à feu et à sang. Douze habitants, dont un enfant et un septuagénaire, périrent dans ce désastre. Chassés de cette position par les Français, les Autrichiens revinrent le 17 août suivant et incendièrent les quelques maisons qui avaient été épargnées au mois de juin.
Une pâture, située près de l'emplacement du Château d'Odrimont, conserve depuis cette époque le nom de pâture brûlée, sans doute parce que l'herbe prit feu et que le terrain resta quelque temps inculte.
Il ne resta debout que l'église dont le portail fut brûlé, le presbytère et le manoir d'Odrimont .
Hormis les registres des baptêmes et mariages qui se trouvaient au presbytère, toutes les archives communales furent détruites dans l'incendie de 1793.

## Politique et administration

### Liste des maires
Maire en 1802-1803 : Victor Montay.
Maire en 1807 : Motte.
Maire en 1881 : Félix Deparis.
Maire avant 1931 : Edmond Dechy, docteur en médecine, membre du conseil d'arrondissement.

Maire en 1931 et 1939 : Lacourt, entrepreneur en travaux publics, membre du conseil général du Nord,.
| Identité                               | Période   | Période   | Durée            | Étiquette        |
| Identité                               | Début     | Fin       | Durée            | Étiquette        |
| -------------------------------------- | --------- | --------- | ---------------- | ---------------- |
| Gérard Béra (d)                        | 1983      | mars 2001 | 18 ans           | indépendant      |
| André Fréhaut (d) (né le 16 juin 1964) | mars 2001 | En cours  | 24 ans et 5 mois | Parti socialiste |

## Population et société

### Démographie

#### Évolution démographique
L'évolution du nombre d'habitants est connue à travers les recensements de la population effectués dans la commune depuis 1793. Pour les communes de moins de 10 000 habitants, une enquête de recensement portant sur toute la population est réalisée tous les cinq ans, les populations de référence des années intermédiaires étant quant à elles estimées par interpolation ou extrapolation. Pour la commune, le premier recensement exhaustif entrant dans le cadre du nouveau dispositif a été réalisé en 2004.

En 2022, la commune comptait 1 062 habitants, en évolution de +9,37 % par rapport à 2016 (Nord : +0,51 %, France hors Mayotte : +2,11 %).
| 1793 | 1800 | 1806 | 1821 | 1831 | 1836 | 1841 | 1846 | 1851 |
| ---- | ---- | ---- | ---- | ---- | ---- | ---- | ---- | ---- |
| 620  | 923  | 665  | 754  | 882  | 939  | 981  | 984  | 943  |

| 1856 | 1861 | 1866  | 1872 | 1876  | 1881  | 1886  | 1891 | 1896 |
| ---- | ---- | ----- | ---- | ----- | ----- | ----- | ---- | ---- |
| 970  | 992  | 1 012 | 982  | 1 019 | 1 065 | 1 040 | 968  | 858  |

| 1901 | 1906 | 1911 | 1921 | 1926 | 1931 | 1936 | 1946 | 1954 |
| ---- | ---- | ---- | ---- | ---- | ---- | ---- | ---- | ---- |
| 839  | 873  | 839  | 693  | 740  | 662  | 672  | 687  | 634  |

| 1962 | 1968 | 1975 | 1982 | 1990 | 1999 | 2004 | 2006 | 2009 |
| ---- | ---- | ---- | ---- | ---- | ---- | ---- | ---- | ---- |
| 634  | 593  | 605  | 634  | 663  | 701  | 742  | 747  | 932  |

| 2014 | 2019  | 2022  | - | - | - | - | - | - |
| ---- | ----- | ----- | - | - | - | - | - | - |
| 977  | 1 046 | 1 062 | - | - | - | - | - | - |

#### Pyramide des âges
La population de la commune est relativement jeune.
En 2018, le taux de personnes d'un âge inférieur à 30 ans s'élève à 32,2 %, soit en dessous de la moyenne départementale (39,5 %). À l'inverse, le taux de personnes d'âge supérieur à 60 ans est de 27,3 % la même année, alors qu'il est de 22,5 % au niveau départemental.
En 2018, la commune comptait 498 hommes pour 523 femmes, soit un taux de 51,22 % de femmes, légèrement inférieur au taux départemental (51,77 %).
Les pyramides des âges de la commune et du département s'établissent comme suit.
| Hommes | Classe d’âge | Femmes |
| ------ | ------------ | ------ |
| 1,2    | 90 ou +      | 4,8    |
| 6,6    | 75-89 ans    | 8,7    |
| 16,5   | 60-74 ans    | 16,8   |
| 21,4   | 45-59 ans    | 20,9   |
| 19,6   | 30-44 ans    | 19,1   |
| 14,9   | 15-29 ans    | 12,5   |
| 19,8   | 0-14 ans     | 17,2   |

| Hommes | Classe d’âge | Femmes |
| ------ | ------------ | ------ |
| 0,5    | 90 ou +      | 1,4    |
| 5,3    | 75-89 ans    | 8,1    |
| 14,8   | 60-74 ans    | 16,2   |
| 19,1   | 45-59 ans    | 18,4   |
| 19,5   | 30-44 ans    | 18,7   |
| 20,7   | 15-29 ans    | 19,1   |
| 20,2   | 0-14 ans     | 18     |

## Culture locale et patrimoine

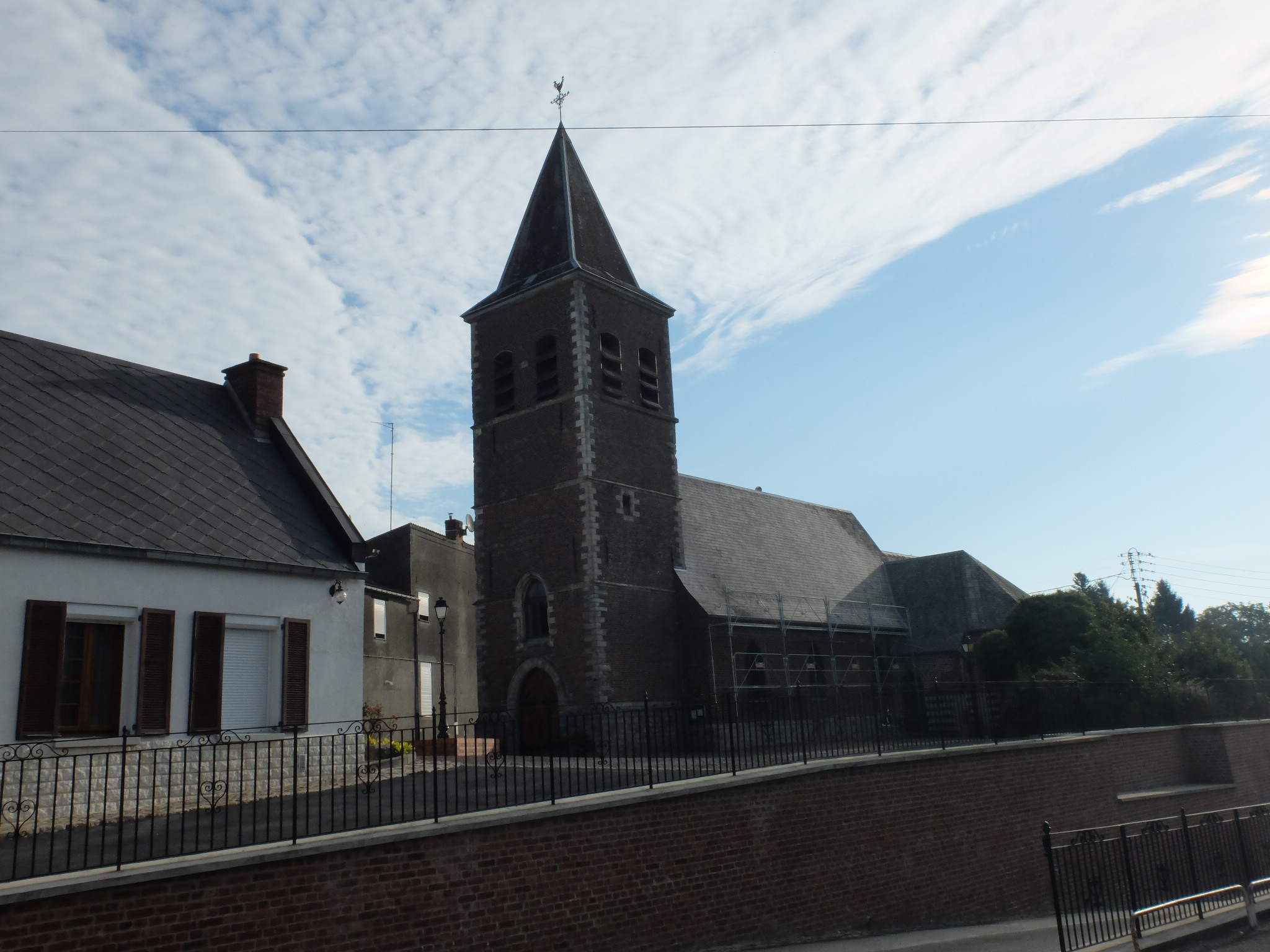
L'église Saint-Géry.

## Culture locale et patrimoine[36]

### Lieux et monuments
- Phare aéronautique de Villereau

Ce phare datant des années 1920 avait une portée d'environ 50 km et était allumé par un habitant. Il servait à guider les avions de l'aéropostale et des lignes régulières de nuit et dans le brouillard. Il se situe le long de la départementale au niveau de Villereau Bourg.
- Boutique Traiteur "Atôme"[36]

- École primaire publique Marc et Olga Choquet.
- L'église Saint-Géry.

### Héraldique
| Blason de Villereau (Nord) | Blason  | D'or à trois fasces de gueules.                  |
| Blason de Villereau (Nord) | Détails | Le statut officiel du blason reste à déterminer. |